# Palaeorhynchidae
Die Palaeorhynchidae sind eine ausgestorbene Fischfamilie aus der Ordnung der Schwertfischartigen (Istiophoriformes). Sie erschienen im frühen Eozän vor 53 Millionen Jahren und kamen bis in das mittlere Miozän vor 14 Millionen Jahren vor. Fossilien wurden in zahlreichen europäischen Ländern und in den USA gefunden.

## Merkmale
Die verschiedenen Gattungen und Arten der Palaeorhynchidae waren mittelgroße Fische von sehr schlanker, langgestreckter Gestalt. Der Körper war zehn- bis zwölfmal so lang wie hoch. Die Anzahl der Wirbel lag bei 45 bis 60. Die Maximallängen der kleineren Gattungen Homorhynchus und Palaeorhynchus lagen bei 60 bis knapp über 80 cm. Pseudotetrapturus wurde bis zu vier Meter lang. Der Kopf der Palaeorhynchidae war schmal, die Augen groß. Beide Kiefer waren verlängert, wobei der Oberkiefer länger (Homorhynchus) oder gleich lang (Palaeorhynchus und Pseudotetrapturus) wie der Unterkiefer war. Rücken- und Afterflosse waren saumartig lang und erstreckten sich über den größten Teil des Rumpfes. Die Anzahl der Rückenflossenstrahlen war gleich der Wirbelanzahl bis doppelt so hoch. Die Schwanzflosse war mondsichelförmig oder gegabelt. Die Schuppen konnten groß oder klein sein.

## Gattungen
- Homorhynchus van Beneden, 1873
- Palaeorhynchus Blainville, 1818
- Pseudotetrapturus Danilchenko, 1960
- Aglyptorhynchus Casier, 1966, (Zuordnung fraglich (alternativ zur Familie Blochiidae))

Innerhalb der vier Gattungen wurden bisher 22 Arten beschrieben.